# 圣马丹利斯
圣马丹利斯（法語：Saint-Martin-Lys，法語發音：[sɛ̃ maʁtɛ̃ lis] ⓘ）是法国奥德省的一个市镇，位于该省西南部，属于利穆区。

## 地理
圣马丹利斯（42°49'38"N, 2°13'34"E）面积9.99 平方千米，位于法国奧克西塔尼大區奥德省，该省份为法国南部沿海省份，北起塔恩省，西北接上加龙省，西接阿列日省，南至东比利牛斯省，东临地中海，东北与埃罗省接壤。
与圣马丹利斯接壤的市镇（或旧市镇、城区）包括：阿克萨特、贝尔维亚讷和卡维拉克、卡亚、皮洛朗斯、基尔巴茹。
圣马丹利斯的时区为UTC+01:00、UTC+02:00（夏令时）。

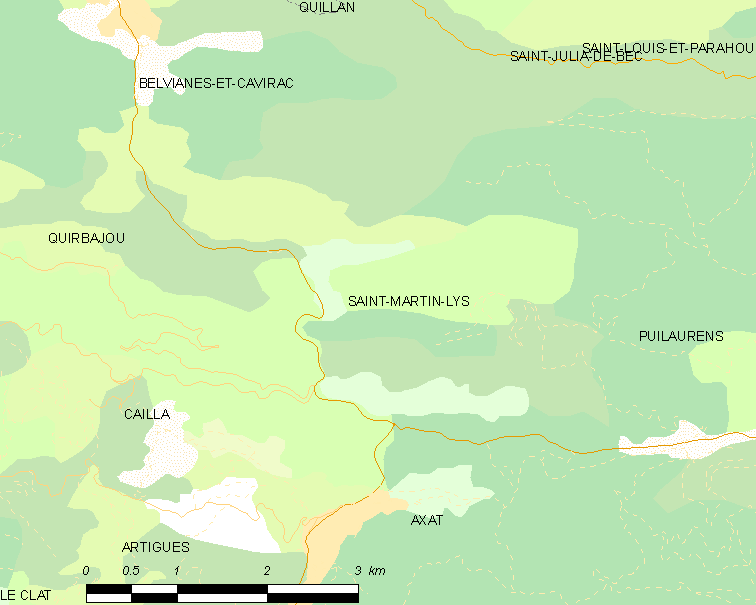
圣马丹利斯的OSM定位图

## 行政
圣马丹利斯的邮政编码为11500，INSEE市镇编码为11358。

## 政治
圣马丹利斯所属的省级选区为上奥德河谷县。

## 人口
圣马丹利斯自20世纪以来人口不断流失，其于2022年1月1日时的人口数量为24人。

1962-2008年间圣马丹利斯人口变化图示